# 李·克隆巴赫
李·约瑟夫·克隆巴赫（Lee Joseph Cronbach，1916年10月1日—2001年4月22日）是一位美国教育心理学家，在心理测验与测量方面有突出贡献。他出生在加州弗雷斯诺的犹太人家庭，5岁时进行斯坦福 - 比奈智力测验，显示他的智商高达200，14岁高中毕业，1934年（18岁）在弗雷斯诺州立学院获得学士学位，1937年在伯克莱加州大学获得硕士学位。1940年，在芝加哥大学获得博士学位。克隆巴赫先在弗雷斯诺中学教了一段时间数学与化学，后来先后任教于華盛頓州立大學、芝加哥大学、伊利诺伊大学厄巴纳-香槟分校，最后在1964年在史丹佛大學安顿下来。克隆巴赫是美国心理学会主席（1957年），美国教育研究协会主席、 斯坦福大学教育学教授。
克隆巴赫最著名的成就，是发展出衡量教育和心理测验可靠性的方法“克隆巴赫系数”。他发明了确定测量误差原因的统计模型概化理論，将测验可靠性的研究达到了极致。

## 资源
Kupermintz, H. (2003)。李·克隆巴赫对教育心理学的贡献. In B. J. Zimmerman and D. H. Schunk (Eds.)。《教育心理学：贡献的世纪》，pp. 289-302. Mahwah, NJ, US: Erlbaum. 